# Emma Pieczynska-Reichenbach
Emma Pieczynska-Reichenbach est une féministe suisse, née à Paris le 19 avril 1854 et morte le 10 février 1927 au Mont-sur-Lausanne.
Elle est connue pour avoir fondé avec Helene von Mülinen l'Alliance de sociétés féminines suisses (ASF).

## Biographie
Emma Pieczynska naît Emma Reichenbach le 19 avril 1854 à Paris. Son père, Charles Reichenbach, est d'origine bernoise et fondé de pouvoir à la Banque Vernes ; sa mère, née Sylvie Ricou, est une Genevoise d'origine française. 
Orpheline dès l'âge de 5 ans, elle est élevée dans des familles d'accueil à Genève et Neuchâtel. Désirant mener une vie indépendante et intellectuelle, elle se rend à Paris où elle épouse le comte Stanislas Pieczynski. Le couple s'établit en Pologne en 1875. 
Leur mariage, sans descendance, n'est cependant pas heureux, et Emma tombe malade. Elle revient en Suisse, à Loèche-les-Bains, pour y faire une cure et y rencontre l'Américaine Harriet Clisby, l'une des premières femmes à avoir pu embrasser la carrière de médecin. Le couple Pieczynski l'accueille en Pologne et sollicite ses conseils pour résoudre ses problèmes d'infertilité. Mais en lieu et place d'un traitement médical, Harriet Clisby conseille à Emma Pieczynska de divorcer et de se trouver une activité professionnelle ou une cause à défendre. Emma Pieczynska divorce à 39 ans et décide de se consacrer à la médecine.
Ayant passé sa maturité à Genève en 1887, elle entreprend des études de médecine et se rend à Boston avec Harriet Clisby pour y découvrir les féministes américaines et les Women's Associations (en), cercles professionnels à l'intention des femmes. De retour à Genève, elle propage ce concept et crée, avec d'autres femmes, l'Union des femmes de Genève. Atteinte subitement de surdité, elle ne peut terminer ses études, mais ne se décourage pas et se consacre au mouvement féministe naissant. Elle rencontre Helene von Mülinen, qui devient sa collaboratrice et meilleure amie.
Elle donne des cours d'alphabétisation à des jeunes filles.
Emma Pieczynska est à l'origine des premières associations de consommateurs en Suisse. Inspirée par les féministes de Chicago, elle organise avec l'Union des femmes de Genève, en 1896, dans le cadre de l'Exposition nationale suisse de Genève, le premier Congrès des intérêts féminins, qui entame des réflexions sur la formation, l'éducation et la condition juridique des femmes en Suisse,.
En 1897, elle publie un livre d'éducation sexuelle, intitulé L'école de la pureté.
Vu le succès du congrès pour les intérêts féminins, elle fonde avec Helene von Mülinen, l'Alliance de sociétés féminines suisses en 1900 .
Elle meurt à l'âge de 72 ans le 10 février 1927, sourde et presque aveugle, dans un asile du Mont-sur-Lausanne, dans le canton de Vaud,.